# Lendico
Lendico es la primera plataforma en línea internacional de préstamos P2P (préstamo entre particulares) en España que une a prestatarios que desean financiación para llevar a cabo un proyecto personal concreto con inversores. Su valor diferencial es el uso de un complejo sistema de algoritmos diseñado desde la propia empresa para el máximo control del riesgo, que determinará el tipo de interés de cada préstamo. De esta forma, Lendico fomenta la economía colaborativa y se presenta como una alternativa para los ciudadanos, ofreciendo préstamos y una oportunidad de inversión atractiva para los inversores.

## Historia
La empresa fue fundada en diciembre de 2013 por la incubadora de start-ups alemana Rocket Internet GmbH. Tras el lanzamiento de la plataforma de préstamos P2P en Alemania, la empresa se lanzó en España el 10 de febrero de 2014. Más tarde, continuó con su expansión internacional en Polonia, Austria y Sudáfrica. Siguiendo el modelo micromecenazgo, la empresa con sede en Berlín, Alemania, se inspira en el modelo de negocio de la plataforma de préstamos P2P estadounidense Lending Club y de la inglesa Zopa.
Lending Club es la empresa más exitosa que ofrece préstamos entre particulares en EE. UU. y una de las más grandes del mundo. Desde su lanzamiento en el mercado en 2006 hasta marzo de 2014, la empresa ha financiado 4 billones de dólares de préstamos de particulares. Es una de las empresas que prueban la gran importancia que este tipo de financiación alternativa está adquiriendo, desde que el pasado año captara 125 millones de dólares (96 millones de euros) de inversión de Google. El gigante tecnológico entra, así, a formar parte del capital de la empresa de crowdlending, valorado hoy en día en más de 2.300 millones de dólares.

## Modelo de Negocio
El modelo de negocio de Lendico se basa en una idea principal: reducir el margen de beneficio de un banco y repartirlo directamente entre sus clientes. Teniendo en cuenta que los bancos pagan un tipo de interés del 1% en los depósitos bancarios y con ese dinero captado prestan a otras personas a un tipo de interés del 10%, repartir este margen repercute directamente en el inversor y en el prestatario en forma de mayor rentabilidad para el primero y menor interés para el segundo.
El prestatario que desea un préstamo en Lendico, se registra en la plataforma y lo solicita gratuitamente. Además de elegir la cantidad (de entre 600€ hasta 25.000€) y la duración (de 6 meses a 5 años), debe añadir una descripción que explique con detalle para qué utilizará el dinero una vez su préstamo haya sido financiado completamente por los inversores, de esta manera, los inversores saben exactamente a dónde se dirige su dinero cuando invierten en los préstamos personales de Lendico.
La plataforma se encarga de seleccionar los préstamos que los inversores pueden financiar. De todas las solicitudes que recibe, sólo acepta aquellas que cumplen con unos requisitos de solvencia muy estrictos. Para ello, pide al prestatario que, cuando se registra, envíe una serie de documentos que prueben esa solvencia: nómina, declaración de la renta, informe de vida laboral, estado civil, entre otros. Con esta información, junto al rating obtenido por modelos externos como Equifax, las consultas con bases de datos de morosidad como ASNEF, y el algoritmo propio, Lendico acepta o rechaza la solicitud del préstamo y, si el préstamo es finalmente publicado en la plataforma, le asigna un tipo de interés determinado: las clases de Lendico. Estas clases se mueven en un margen de la A – un tipo de interés bajo- a la E – el tipo de interés más alto -. Después de 6 meses operando en España, menos del 5% de las solicitudes recibidas son aceptadas y publicadas para que los inversores comiencen a financiarlos.
Por otro lado, los inversores pueden elegir invertir en cualquier préstamo personal publicado en la plataforma desde 25€. No hay cantidad máxima ni préstamos máximos en los que se puede invertir. Lendico, de esta forma, permite la máxima diversificación de la cartera de inversión: invertir entre diferentes préstamos personales con distintos tipos de interés.
Los préstamos personales se mantienen activos en la plataforma durante 14 días hasta conseguir ser completamente financiados por los inversores. Los inversores ganan dinero de los distintos tipos de interés pagados por los prestatarios. Estos intereses varían desde 2,86% hasta el 19,60%, dependiendo del tipo de interés asignado a cada prestatario. Lendico cobra una comisión de apertura a cada prestatario que varía desde 0,75% hasta 4,50% de la cantidad solicitada. Al inversor, por su parte se le cobra la comisión fija del 1% de cada pago que reciba.
Por el momento, Lendico ofrece sus préstamos entre particulares exclusivamente a residentes de Alemania, España, Polonia, Austria y Sudáfrica.

### Las clases de Lendico
Clase de riesgo de tipo A
Interés para el prestatario: 7,61%
Rentabilidad para el inversor: 6,12%
Clase de riesgo de tipo E
Interés para el prestatario: 23,40%
Rentabilidad para el inversor: 18,99%